# Колодязне (Курманський район)
Коло́дязне (до 1948 року — Чонра́в; крим. Çoñrav) — село Курманського району Автономної Республіки Крим.
Відстань від райцентру до населеного пункта становить 30 кілометрів по прямій.